# Scotopteryx pallidaria
Scotopteryx pallidaria är en fjärilsart som beskrevs av Heydemann 1941. Scotopteryx pallidaria ingår i släktet backmätare, och familjen mätare. Inga underarter finns listade.